# クリストファー・パイン
クリストファー・パイン (英語: Christopher Pyne、1967年8月13日 - ) は、オーストラリア自由党 のオーストラリア連邦議会のメンバーである。